# Rogersville, New Brunswick
Rogersville är en ort i Kanada.   Den ligger i provinsen New Brunswick, i den östra delen av landet, 800 km öster om huvudstaden Ottawa. Rogersville ligger 90 meter över havet och antalet invånare är 1 170.
Terrängen runt Rogersville är platt. Runt Rogersville är det mycket glesbefolkat, med 3 invånare per kvadratkilometer.. Det finns inga andra samhällen i närheten.
I omgivningarna runt Rogersville växer i huvudsak blandskog.